# Friendship (Wisconsin)
Friendship is een plaats (village) in de Amerikaanse staat Wisconsin, en valt bestuurlijk gezien onder Adams County.

## Demografie
Bij de volkstelling in 2000 werd het aantal inwoners vastgesteld op 698. In 2006 is het aantal inwoners door het United States Census Bureau geschat op 750, een stijging van 52 (7,4%).

## Geografie
Volgens het United States Census Bureau beslaat de plaats een oppervlakte van 2,4 km², waarvan 2,3 km² land en 0,1 km² water.

## Plaatsen in de nabije omgeving
De onderstaande figuur toont nabijgelegen plaatsen in een straal van 28 km rond Friendship.